# Samuel Czarnocki
Samuel Czarnocki herbu Lis – miecznik krakowski w latach 1635–1647.
Poseł na sejm 1639 roku, sejm 1640 roku, sejm 1641 roku, sejm 1643 roku.